# Federico Sáiz
Domingo Germán Sáiz Villegas, meglio noto come Federico Sáiz o più semplicemente Fede (Molledo, 8 giugno 1912 – Molledo, 24 aprile 1989), è stato un calciatore spagnolo, di ruolo centrocampista.